# Undaria
Undaria ist eine Gattung der Braunalgen. Ihr bekanntester Vertreter, Undaria pinnatifida (japanisch wakame, koreanisch miyeok), wird als Nahrungsmittel genutzt.

## Beschreibung

### Aussehen und Fortpflanzung
Der Lebenszyklus dieser Algen wechselt, wie bei Laminariales im Allgemeinen, zwischen dem großen Sporophyt, der einkammerige Meiosporangien mit Paraphysen (Sori) trägt, und mikroskopischen zweihäusigen, zweigeschlechtlichen, heteromorphen Gametophyten. Der Sporophyt erscheint jährlich im Winter und zersetzt sich im folgenden Herbst. Er besteht aus einer Befestigung mit Hapteren, Stängel und Blatt. Der meristematische Bereich befindet sich in der Übergangszone zwischen Stängel und Blatt. Der Stängel ist an der Basis zusammengedrückt und darüber abgeflacht, mit weit ausgebreiteten bis schmalen, mehr oder weniger wellenförmig gefalteten Flügeln und mit Sori oder steril. Das Blatt ist geradlinig bis abgerundet oder mit gefiederten Lappen, mit einer Mittelrippe oder verdickten Fascia. Kryptostomata und punktförmige Schleimstoffdrüsen sind vorhanden. Sori entwickeln sich im Sommer auf beiden Seiten der Flügel (Sporophylle) oder auf beiden Seiten der Mittelrippe oder Fascia oder gleichzeitig auf Sporophyllen und Blatt. In Aquakulturen bilden sich die Sori von Undaria pinnatifida unter Langtag-Bedingungen, vermutlich veranlasst durch hohe Wassertemperaturen. Die Zoosporen von Undaria pinnatifida keimen zwischen 13 und 24 Grad Celsius; die Gametophyten wachsen gut zwischen 15 und 23 Grad Celsius, ihr Überlebensbereich beträgt −1 bis 28 Grad Celsius. Die optimale Temperatur für die Bildung und das Wachstum der Sporophyten von Undaria pinnatifida liegt zwischen 10 und 20 Grad Celsius, aber bei 5 und 25 Grad Celsius werden sie immer noch gebildet. Undaria undarioides hingegen scheint an wärmere Temperaturen angepasst; die Sporophyten dieser Art stellen ihr Wachstum unter 14 Grad Celsius ein. Allgemein besteht die Sporophyten-Struktur bei Undaria-Arten, wie auch bei Laminaria, aus dem photosynthetischen Meristoderm, der parenchymatischen Rinde und dem zentralen Mark.

### Möglichkeiten interspezifischer Kreuzungen
Die haploide Chromosomenzahl beträgt 30 für Undaria pinnatifida und Undaria peterseniana. Kreuzungsexperimente zwischen Undaria-Arten waren bis zur F1-Sporophyten-Generation in allen wechselseitigen Kreuzungen erfolgreich. Die meisten Kreuzungen zeigten morphologisch intermediäre Formen in der F1-Generation sowie die Aufteilung in intermediäre Formen und der Parentalgeneration ähnelnde Nachkommen in der F2-Generation. Nur Hybride zwischen Undaria pinnatifida und Undaria undarioides wurden reif und bildeten eine F2-Sporophyten-Generation. Eine weitere Studie zeigte auch F2-Hybriden von Undaria peterseniana (weiblich) x Undaria pinnatifida (männlich). Undaria pinnatifida kann auch normal aussehende Parthenosporophyten entwickeln, die nur weibliche Zoosporen hervorbringen.

## Verbreitung
Ursprünglich war die Gattung im nordwestlichen Pazifik endemisch, wo sie in den warmgemäßigten Gewässern Japans, Koreas und Chinas auf Felsen im Subtidal wächst. Wohl in den 1980er Jahren wurde insbesondere Undaria pinnatifida nach Frankreich (vor 1971 unbeabsichtigt an die Mittelmeerküste nahe Sète, 1983 absichtlich an die Küste der Bretagne), Neuseeland (erstmals erfasst im August 1987) und Tasmanien (entdeckt im Juli 1988) eingeführt, vermutlich via Austernzuchten und Schiffe. Seitdem breitet sich diese Art weiter aus. Sie gilt als invasive Art, daher ließ das neuseeländische Fischereiministerium eine Strategie für den Umgang mit Undaria ausarbeiten.

## Nutzung und Kultivierung
Der Taihō-Kodex aus dem Jahr 701 n. Chr. nennt Undaria unter den Meeresprodukten, die als Steuer an den japanischen Kaiserhof gezahlt wurden.
In Japan und Korea ist diese Gattung wirtschaftlich bedeutend als Lebensmittel, besonders Undaria pinnatifida (unter dem japanischen Handelsnamen wakame oder der koreanischen Bezeichnung miyeok, in Südkorea auch unter dem englischen Namen sea mustard). Der gesamte Jahresertrag von Undaria-Arten aus Wildsammlung und Algenkulturen betrug 1967 etwa 130 000 Tonnen Frischgewicht. Die Langleinenkultivierung wurde in den frühen 1960er Jahren begonnen; Mitte der 1980er Jahre entsprach sie etwa 30 Prozent der Wildsammlung.
In den frühen 1990er Jahren betrug die Undaria-Jahresproduktion in China etwa 200 000 bis 320 500 Tonnen Nassgewicht (und damit zwei- bis dreimal so viel wie vor 1980); 2014 wurden auf einem Gebiet von 7 693 Hektar (vor allem in den Provinzen Liaoning und Shandong) 203 099 Tonnen Trockengewicht geerntet, was in den FAO-Statistiken 2 030 990 Tonnen Nassgewicht entspricht. Der gesteigerte Undaria-Anbau in China geht auf die Nachfrage des japanischen Marktes zurück; 2014 wurden fast 50 Prozent der chinesischen Produktion dorthin exportiert. Japan erreichte 1974 dank Fortschritten in der Undaria-Kultivierung das Rekordhoch von 153 762 Tonnen Nassgewicht. 1976 wurden in Japan etwa 20 000 Tonnen Nassgewicht aus der Natur gesammelt und 127 000 Tonnen angebaut. Seitdem ist die japanische Jahresproduktion stetig zurückgegangen (1991: 104 000 Tonnen Nassgewicht, 1996: 82 000 Tonnen Nassgewicht, 2000: 66 800 Tonnen Nassgewicht und 2014: 50 500 Tonnen Nassgewicht). 80 bis 90 Prozent der inländischen Undaria-Produktion in Japan entfällt auf die Präfekturen Miyagi, Iwate und Tokushima. Da die Undaria-Produktion in japanischen Aquakulturen nicht für den Binnenmarkt ausreicht, werden seit Jahrzehnten Undaria-Produkte aus Südkorea und China importiert. Japan stellt mit einem Jahresverbrauch von 350 000 bis 400 000 Tonnen auch weltweit den größten Markt für Undaria dar; 2006 kamen 60 Prozent davon aus China und 20 Prozent aus Südkorea.

## Systematik

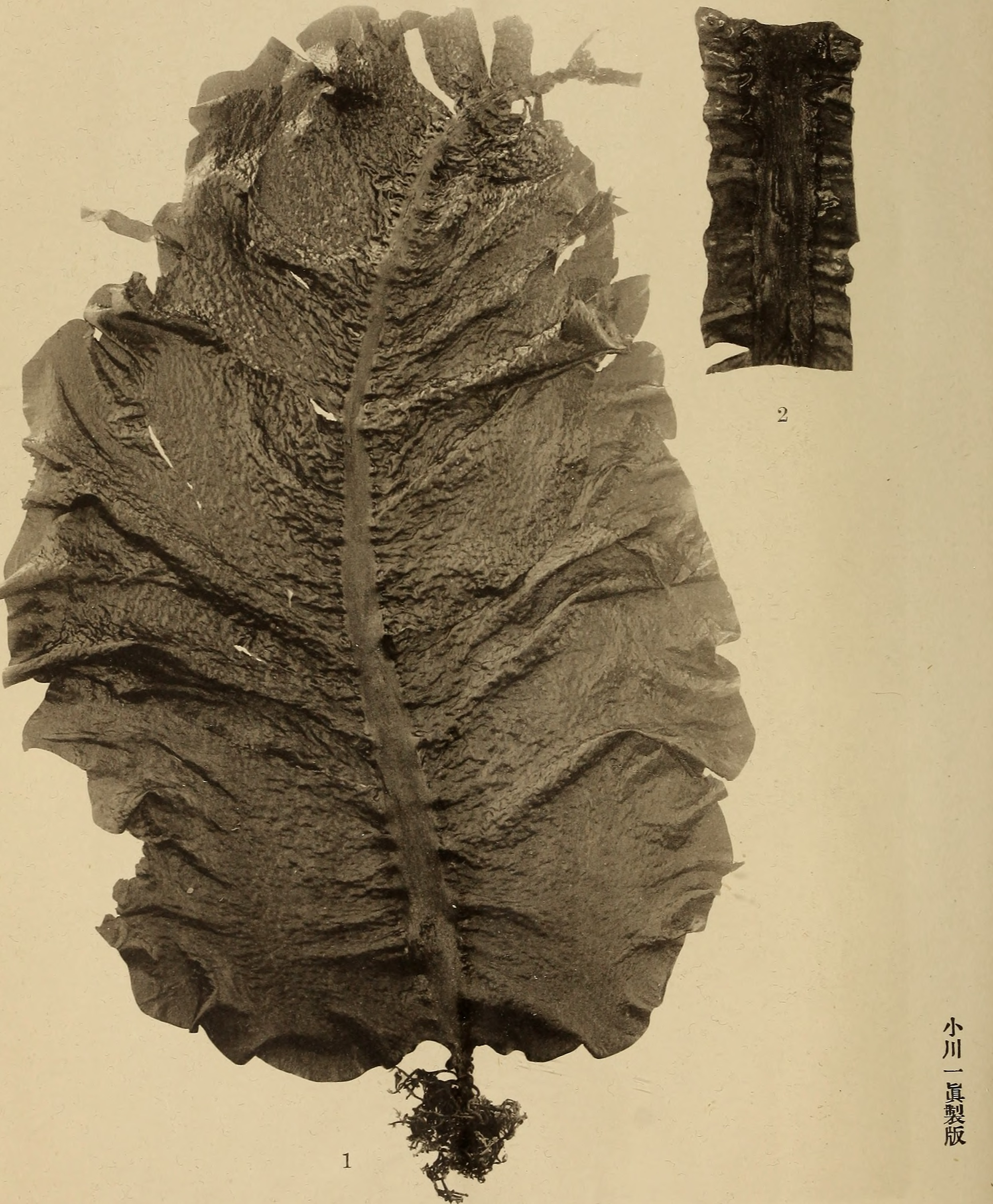
Undaria undarioides

Die Gattung umfasst vier bis fünf Arten:
- Undaria crenata Y.-P.Lee & J.T.Yoon
- Undaria peterseniana (Kjellmann) Okamura
- Undaria pinnatifida (Harvey) Suringar (Typus)
- Undaria undarioides (Yendo) Okamura

Der Status von Undaria distans Miyabe & Okamura ist unklar.